# 4 Vesta
4 Vesta, s promjerom od oko 525 km, jedan od najvećih asteroida Sunčevog sustava. Otkrio ga je Heinrich Wilhelm Olbers 29. ožujka 1807. te je nazvan po Vesti, djevičanskoj božici doma i ognjišta u rimskoj mitologiji.
Drugi je najmasivniji asteroid nakon patuljastog planeta Ceresa, te sačinjava oko 9% mase asteroidnog pojasa. Manje masivni 2 Pallas neznatno je veći, što Vestu čini trećom po volumenu. Posljednji je kameniti protoplanet (s diferenciranom unutrašnjosti), vrste iz koje su se formirali terestrički planeti. Prije manje od milijardu godina izgubila je 1% svoje mase zbog sudara koji je stvorio golemi krater koji obuhvaća veći dio južne hemisfere. Ostaci iz navedenog događaja pali su na Zemlju u obliku HED meteorita koji predstavljaju jedan od glavnih izvora znanstvenih saznanja o Vesti.
Najsjajniji je asteroid vidljiv sa Zemlje. Maksimalna udaljenost od Sunca neznatno je veća od minimalne udaljenosti Ceresa od Sunca, iako mu se orbita u potpunosti nalazi unutar Ceresove.
NASA-ina letjelica Dawn ušla je u orbitu oko Veste 16. srpnja 2011. s ciljem jednogodišnjeg istraživanja. Vestu je napustila 5. rujna 2012. te se zaputila prema Ceresu.

## Otkriće
Vestu je 29. ožujka 1807. otkrio njemački astronom Heinrich Wilhelm Olbers. Olbers je prepustio poznatom matematičaru Gaussu da odabere ime za asteroid, pa je Gauss asteroid nazvao po Vesti, rimskoj božici doma i srca. Nakon otkrića Veste 1807. godine, čak je 38 godina proteklo do otkrića sljedećeg (5 Astraea) asteroida.

## Fizičke karatkteristike
Vesta je, u ranoj fazi Sunčevog sustava, bila dovoljno vruća da omogući topljenje svoje unutrašnjosti, pa se je Vesta prošla kroz proces planetne diferencijacije. Vesta vjerojatno ima slojevitu strukturu: metalnu jezgru od željeza i nikla te olivinski omotač. Kora asteroida je bazaltna stijena stvorena tokovima lave tijekom, vjeruje se, kratkog perioda vulkanske aktivnosti. Bazaltna kora čini Vestu različitom od svih ostalih asteroida i srodnom terestričkim planetima koji su pretrpjeli slične geološke procese.
No, čini se da Vesta nije uvijek bila jedinstvena. Vjeruje se da je u vrijeme stvaranja Sunčevog sustava postojalo na desetke ovakvih planetezimala, ali su se ostala slična tijela zbog sudara rasula u manje asteroide okupljene u Hirajamine obitelji. Vjeruje se da su od jezgri ovih tijela nastali, metalni meteoridi od željeza i nikla nastali, dok su od krhotina omotača i kore vjerojatno nastali kameni meteoridi.
Svemirska letjelica Dawn, koja je orbitirala oko Veste u periodu od 16. srpnja 2011. do 5. rujna 2012., otkrila je impozantne detalje na površini asteroida. Dvije najuočljivije pojave na asteroidu su krateri Rheasilvia i Veneneja u južnoj polarnoj regiji. Rheasilvia je bila uočena već teleskopima s Zemlje i pomoću svemirskog teleskopa Hubble. Promjer kratera je bio procijenjen na oko 430 km. Detaljne snimke s Dawna pokazale su krater ima promjer od 505 km, gotovo 90% promjera asteroida. Krater je dubok 13 km, a njegov rub se uzdiže do 12 km iznad okolnog terena. U sredini kratera se nalazi 23 km visok središnji vrhunac s oko 180 km u promjeru, a riječ je o najvišoj planini Sunčevog sustava. Vjeruje se da je udar od kojeg je nastala Rheasilvia u Svemir izbacio gotovo 1% mase asteroida. Spektroskopski nalazi ukazuju na to da je krater probio koru asteroida i da su njegovi najdublji dijelovi zagrebali omotač.
Rheasilvia je svojim nastankom djelomično sakrila stariji krater Veneneju, od kojeg je ostao samo dio rubnog uzvišenja. Promjer Veneneje je oko 395 km ili 70% promjera asteroida.
Uz ekvator se nalaze kanjoni i pukotine za koje se vjeruje da su posljedica širenja udarnih valova kroz koru asteroida prilikom nastanka kratera Rheasilvia i Veneneja. Svojim dimenzijama ovne među najdužim pukotinama u Sunčevom sustavu i paririju Itacha Chasma na satelitu Tethys.
No, iako je preživjela period bombardiranja, ni Vesta nije ostala pošteđena udara, čemu svjedoči krater Rheasilvia. Udar koji je stvario ovaj krater vjerojatno je u svemir izbacio krhotine koji čine grupu asteroida V-tipa (tzv. Vestoidi).
Za asteroid 1929 Kollaa je 2001. godine utvrđeno ne samo da je nekad bio dio Veste nego čak i sloj u kori Veste iz kojeg potječe.
Efekt Yarkovskog, zajedno s preturbacijama usred bliskih susreta s planetima, uzrok je raspršenja putanja asteroida u asteroidnoj obitelji Vesta. Neki članovi obitelji, kao npr.  9969 Braille, već su postali Zemlji bliski asteroidi (NEA), a manji fragmenti već su udarili u Zemlju kao meteoriti. Vjeruje se da je Vesta izvor HED meteorita, koji svakako predstavljaju glavni izvor znanstvenih spoznaja o Vesti prije dolaska letjelice Dawn.

## Vanjske poveznice
- Views of the Solar System: Vesta
- HubbleSite: Hubble Maps the Asteroid Vesta
- HubbleSite: Hubble Reveals Huge Crater on the Surface of the Asteroid Vesta
- Adaptive optics views of Vesta from Keck Observatory

… | 3 Juno | 4 Vesta | 5 Astraea | …